# Comunicação proxêmica
O termo proxêmica (proxemics, em inglês) foi criado pelo antropólogo Edward T. Hall em 1963 para descrever o espaço pessoal de indivíduos num meio social. É exemplo de proxêmica o fato de que um indivíduo que encontra um banco de praça já ocupado por outra pessoa numa das extremidades tende a sentar-se na extremidade oposta, preservando um espaço entre os dois indivíduos.
Hall demonstrou que a distância social entre os indivíduos pode ser relacionada com a distância física. Nesse sentido, menciona quatro tipos de distância:
- distância íntima: para abraçar, tocar ou sussurrar (15-45 cm);
- distância pessoal: para interação com amigos próximos (45–120 cm);
- distância social: para interação entre conhecidos (1,2-3,5 m); e
- distância pública: para falar em público (acima de 3,5 m).

Hall indicou que diferentes culturas mantêm diferentes padrões de espaço pessoal. Nas culturas latinas, por exemplo, aquelas distâncias relativas são menores e as pessoas não se sentem desconfortáveis quando estão próximas das outras; nas culturas nórdicas, ocorre o oposto.
As distâncias pessoais também podem variar em função da situação social, do gênero e de preferências individuais.